# Vettio Valente
Vettio Valente (latino: Vettius Valens; greco: Ουεττιος Ουαλμς; latino medievale: Balens; arabo: Walis; Antiochia di Siria, 8 febbraio 120 – 175) è stato un astrologo romano.

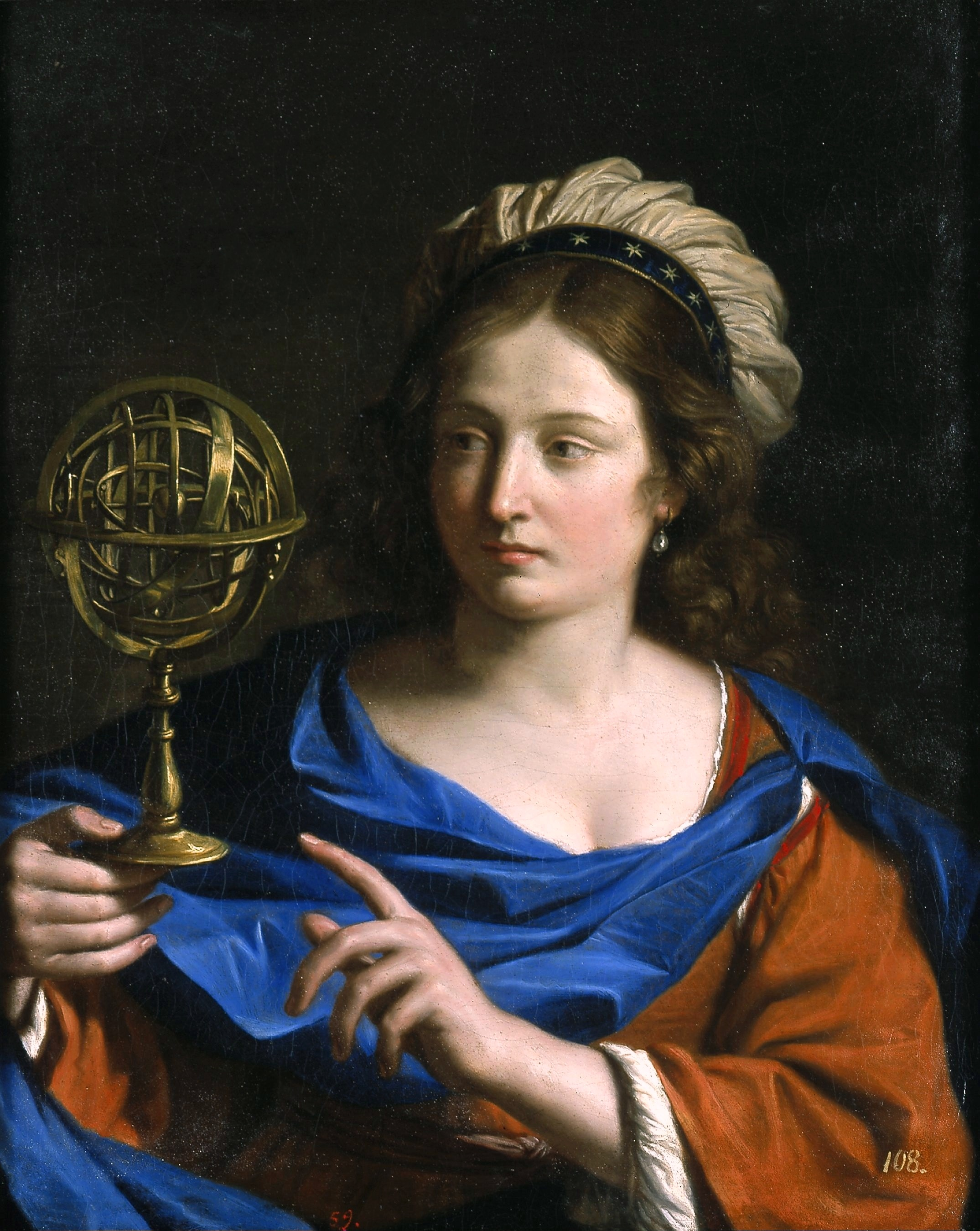
Personificazione dell'Astrologia (ca. 1650–1655), olio su tela del Guercino.

L'opera principale di Valente è l'Antologia, dieci volumi in greco scritti all'incirca tra il 150 e il 173. L'Antologia è il più lungo e dettagliato trattato di astrologia dell'epoca sopravvissuto. Valente, che lavorava come astrologo professionista, include nell'Antologia oltre un centinaio di diagrammi astrologici di esempio tratte dai suoi casi.

## Biografia
Di Vettio Valente non si hanno che scarse e incerte notizie biografiche, date da lui stesso nelle sue opere. 
Fu concepito il 13 maggio 119 e nacque l'8 febbraio 120 ad Antiochia di Siria. Sua madre morì prima del padre, negli anni 140. All'età di 34 anni «lavorò all'estero, fu amico di grandi uomini, si trovò in pericolo di vita a causa di una donna e subì tagli e sanguinamenti», mentre a 35 anni compì un viaggio per mare in cui la sua vita fu messa a repentaglio dai pirati e da una tempesta. Si recò poi in Egitto alla ricerca di specifiche dottrine astrologiche, studiando sotto diversi maestri, di cui non parla bene, e specializzandosi nella «cronocrazia», lo studio della divinità che presiede a un determinato momento.
Vettio avrebbe, poi, pubblicato molto di quello che aveva imparato dalla tradizione e attraverso la sua pratica nella sua Antologia, scritto in uno stile accattivante e didattico e, quindi, a scopo manualistico, il che farebbe pensare ad un manuale per la scuola, come evidente nel suo rivolgersi più volte al suo allievo Marco. Un'analisi interna della Antologia, e in particolare degli oroscopi riportati all'interno dei vari libri, dimostra che fu composta tra gli inizi degli anni 150 e il 173.

## Antologia
Vettio Valente scrisse un'opera a scopo didattico, le Ἀνθολογίαι, in nove libri.
Essa si presenta come un manuale didattico-popolare di astrologia, in contrapposizione alla ben più scientifica disciplina di Claudio Tolomeo, di cui Vettio rappresenta un contraltare. Decidendo che la religione tradizionale era inutile, l'autore propone una sorta di religione sostitutiva, in cui la determinazione assoluta offre soddisfazione emotiva e suscita una sensazione quasi mistica. Inoltre, l'autore mostra che sapere che tutto era già predeterminato offre un senso di libertà dalle ansie ed un senso di salvezza.
Il lavoro di Vettio Valente è importante anche perché cita le opinioni di un certo numero di autori precedenti altrimenti sconosciuti ad esempio, frammenti di opere attribuite al presunto faraone Nechepso e al sommo sacerdote Petosiris, pseudoepigrafi del II secolo a.C., sopravvivono soprattutto attraverso citazioni dirette nella Antologia.